# مردی از تورنتو (فیلم ۲۰۲۲)
مردی از تورنتو (به انگلیسی: The Man from Toronto) یک فیلم کمدی و اکشن آمریکایی محصول سال ۲۰۲۲ به کارگردانی پاتریک هیوز با بازی کوین هارت، وودی هرلسون و کیلی کوئوکو است.
موضوع فیلم مربوط به این است که مرگبارترین قاتل جهان و دست و پا چلفتی‌ترین فرد نیویوک با هم جابجا می‌شوند.

## داستان
تدی جکسون، کارآفرین ناموفق در حوزه تناسب اندام، در یورک‌تاون، ویرجینیا از شغلش در یک باشگاه محلی اخراج می‌شود، زیرا در بروشورهای تبلیغاتی، آدرس باشگاه را درج نکرده بود. او تصمیم می‌گیرد این موضوع را از همسرش، لوری، پنهان نگه دارد و برای تولدش او را به آننکاک، ویرجینیا می‌برد. پس از آن‌که لوری را به یک آبگرم می‌برد، تدی اشتباهاً وارد کابینی می‌شود که در آن، مردی به نام کافلین گروگان گرفته شده است. او به‌اشتباه به‌جای «مرد اهل تورنتو» — آدمکشی مرموز با تخصص در بازجویی‌های خشونت‌بار — شناخته می‌شود. تدی که هیچ چیز از ماجرا نمی‌داند، به‌طور تصادفی باعث می‌شود کافلین رمزی را فاش کند. نیروهای اف‌بی‌آی به کابین یورش می‌برند و تدی را قانع می‌کنند که در نقش «مرد اهل تورنتو» ظاهر شود تا بتوانند سرهنگ مارین، دیکتاتور احتمالی ونزوئلا را دستگیر کنند. در ازای این همکاری، اف‌بی‌آی قول می‌دهد اقساط معوقه وام مسکن تدی را پرداخت کند.
از طرف دیگر، مأموری به‌عنوان همراه لوری و دوستش، آن، در سفرشان به واشینگتن، دی.سی. تعیین می‌شود و به آن‌ها گفته می‌شود که این سفر هدیه‌ای از طرف شغل تدی است. در نقش تورنتو، تدی با دانیلا، همسر مارین، دیدار می‌کند و او تدی را به سن‌خوان، پورتوریکو می‌برد تا همکار کافلین به نام گرین را شناسایی کرده و او را نزد مارین در واشینگتن ببرد. در مسیر، تدی مورد حملهٔ «مرد واقعی اهل تورنتو» به نام رندی قرار می‌گیرد. رندی، که قصد دارد با ادامه دادن نقش تدی در قالب تورنتو، قرارداد دو میلیون دلاری را به سرانجام برساند، به «هماهنگ‌کننده» خود اطلاع می‌دهد، که در واکنش «مرد اهل میامی» را می‌فرستد.
رندی و تدی به یک کنفرانس فناوری می‌روند، جایی که مردان مارین، گروه پژوهشی گرین را گروگان گرفته‌اند. رندی تدی را راهنمایی می‌کند تا بازجویی انجام دهد؛ تدی به‌طور تصادفی یکی از گروگان‌ها را با چاقو در چشم می‌زند و سپس روی او و گروگان دیگر بالا می‌آورد. گروگان دوم اعتراف می‌کند که همان گرین است.
گرین توضیح می‌دهد که او و کافلین برای دارپا در حال ساخت یک بمب لرزه‌ای با دو مکانیزم ایمنی بودند — رمز کافلین و اثر انگشت گرین — اما بعداً فهمیدند برای مارین کار می‌کنند، کسی که می‌خواهد با این سلاح رئیس‌جمهور ونزوئلا را در جریان سفری به واشینگتن ترور کند. تدی اتاق را ترک می‌کند تا رندی انگشت گرین را قطع کند. آن‌ها سپس هدف حملهٔ مرد اهل میامی قرار می‌گیرند، اما موفق می‌شوند او را شکست دهند و فرار کنند.
آن‌ها برای شرکت در جشن تولد لوری به واشینگتن بازمی‌گردند. در آن مهمانی، رندی با آن ارتباط دوستانه‌ای برقرار می‌کند. مرد اهل میامی انگشت را می‌دزدد و همراه هماهنگ‌کننده، آن را به مارین تحویل می‌دهد. تدی و رندی وارد معامله می‌شوند و اف‌بی‌آی هم می‌رسد. رندی با دو میلیون دلار فرار می‌کند و مرد اهل میامی و هماهنگ‌کننده نیز می‌گریزند. اف‌بی‌آی متوجه می‌شود که انگشت در واقع متعلق به یکی از افراد مارین بوده و رندی اجازه نداده مارین سلاح را فعال کند. تدی به خانه برمی‌گردد و درمی‌یابد که لوری پس از فهمیدن این‌که او بیکار شده و دروغ گفته، به خانهٔ مادرش رفته است.
تدی برای جلوگیری از رفتن لوری شتاب می‌کند، اما مرد اهل میامی نزدیک است او را بکشد که رندی سر می‌رسد. آن‌ها با چند آدمکش دیگر که توسط هماهنگ‌کننده فرستاده شده‌اند درگیر می‌شوند. هماهنگ‌کننده سر می‌رسد و خواهان پول می‌شود. آن‌ها وارد یک انبار می‌شوند و تدی به‌طور تصادفی او را در دیگ روغن داغ می‌اندازد و زنده سرخ می‌کند. در پایان، تدی با آخرین آدمکش، یعنی «مرد اهل توکیو»، مواجه می‌شود، اما رندی با «دبورا»، دوج چارجر مدل ۱۹۶۹ محبوبش، او را از پا درمی‌آورد.
تدی ماشین را برمی‌دارد و به ایستگاه قطار می‌رود تا با لوری آشتی کند، اما ماشین را روی ریل پارک می‌کند و خودرو به همراه پول با برخورد قطار نابود می‌شود. یک سال بعد، رندی رستورانی را که همیشه آرزویش را داشت راه‌اندازی کرده و با آن در رابطه است. تدی اعلام می‌کند که رندی شریک او در باشگاه اینترنتی‌اش است و مبلغی کوچک برای جبران خسارت دبورا به او می‌دهد. اما رندی وسط یکی از تمرین‌های زنده آنلاین تدی به او زنگ می‌زند و تهدیدش می‌کند.

## بازیگران
- کوین هارت در نقش تدی نیلسون
- وودی هرلسون در نقش والی
- کیلی کوئوکو
- پیرسون فوده
- یاس متیوز
- ملانی لیبرد
- الن بارکین
- لی‌لا لورن
- کیت دراموند
- توموهیسا یاماشیتا[۱]

## انتخاب بازیگران
در ژانویه ۲۰۲۰ اعلام شد که جیسون استاتهام و کوین هارت قرار است در این فیلم بازی کنند. در ماه مارس، استاتهام پس از اختلاف با تهیه‌کنندگان بر سر لحن و درجه‌بندی فیلم، ناگهان از پروژه شش هفته قبل از فیلمبرداری خارج می‌شود. وودی هرلسون به جای او انتخاب شد. کیلی کوئوکو در آوریل به جمع بازیگران اضافه شد، و پیرسون فوده در ماه مه اضافه شد. جاسمین ماتهوس، ملانی لیبرد، الن بارکین، للا لورن و توموهیسا یاماشیتا در ماه اکتبر اضافه می‌شوند.

## فیلمبرداری
در ابتدا قرار بود فیلمبرداری در آوریل ۲۰۲۰ در آتلانتا آغاز شود. اما در ماه مارس، تولید به دلیل ویروس کرونا تعطیل شد.
فیلمبرداری از ۱۲ اکتبر ۲۰۲۰ در تورنتو آغاز شد، که برای جایگزینی شهر نیویورک شد.

## موسیقی
موسیقی این فیلم توسط رامین جوادی ساخته شده‌است.

## انتشار فیلم
این فیلم قرار بود در تاریخ ۲۰ نوامبر سال ۲۰۲۰ اکران شود. در ۲۴ آوریل ۲۰۲۰، به دلیل ویروس کرونا به تاریخ به ۱۷ سپتامبر ۲۰۲۱ موکل شد. و بازهم تاریخ اکران با تأخیر روبه‌رو شد. و نهایتاً در تاریخ ۲۴ ژوئن ۲۰۲۲ منتشر شد.

## بازخورد
در وبگاه جمع‌آوری نقد راتن تومیتوز، ٪۲۵ از ۵۵ بررسی منتقدان مثبت است، و میانگینِ امتیاز آن ۴٫۱/۱۰ است. اجماع این وبگاه چنین می‌نویسد: «مردی از تورنتو یک پیش‌فرض عالی و یک جفت ستارهٔ خوب دارد، اما این کمدی بی‌دندان با عناصر امیدوارکننده‌اش مطابقت ندارد و نه خنده‌دار و نه هیجان‌انگیز است.» این فیلم در متاکریتیک که از میانگین وزنی استفاده می‌کند، بر اساس نظر ۱۹ منتقدین امتیاز ۳۴ از ۱۰۰ را کسب کرده که نشان‌گر «نقدهای عموما نامطلوب» است.